# Shadow Corridor
『Shadow Corridor』（シャドーコリドー）とは、城間一樹が制作し2019年にリリースされた和風3Dホラーゲーム。
ゲームの前身にあたるフリーゲーム『影廊-Shadow Corridor-』についても述べる。

## 概要
2016年2月、城間一樹は「花月」のハンドルネームで、ニコニコ動画上にて開発中であったホラーゲームの動画を公開した。開発当初は洋風テイストであったが、同年4月には同じく動画で和風ホラーになることが発表され、2017年6月21日にフリーゲームとしてふりーむ！で『影廊-Shadow Corridor-』が公開された。
2019年3月10日、Windows 10向けのシェアウェアとしてSteamにて『Shadow Corridor』のダウンロード発売が開始され、同年8月8日にNintendo Switch移植版の『Shadow corridor -影の回廊-』、同じく12月25日にはPlayStation 4版が公開された。
探索型のホラーゲームであり、プレイヤー（主人公）は敵や危険を避けながら、各ステージ毎にゴールに辿り着くことが目標である。アクション操作に加え、各種アイテムも利用できる。
2024年には、続編となる『Shadow corridor2  雨ノ四葩』のWindows 10版が3月29日に発売予定で、ストーリーは今作の裏エンディング後の話だとされている。2023年8月4日には『Shadow corridor2  雨ノ四葩』のクラウドファンディング参加者向け体験版が配信された。

## 難易度
初心者
「挑戦者」という本来の難易度を少し緩和したような難易度。ステージ内に出現する徘徊者と呼ばれる敵の能力や数の軽減や、勾玉を集めるステージではその必要数が3つに減るなどステージクリア条件が緩和されていて、徘徊者に捕まりゲームオーバーになったときのコンティニューに使う勾玉の消費数は0個となっている。一方で、「初心者」の難易度では特別な勾玉の配置された部屋に入れなくなっている。
PS4版・Switch版のみの要素
PS4版・Switch版では初心者モードのみ、MAP機能が追加されている。また、特別な勾玉のある部屋が初心者モードでも開放されているが、ノーコンティニューが条件であることは「挑戦者」以上の難易度と同様。
挑戦者（標準）
ゲーム内で出来る隠し要素やアイテムが全てプレイできる、かつ本来（元々）の影廊が体験できる難易度。「挑戦者」と「修羅」では、勾玉を集めるステージの勾玉の必要数は5個である。特定のステージでは、ノーコンティニューが条件で進入できる部屋に配置された「特別な勾玉」という特殊な収集アイテムを回収することができる。勾玉を集めるステージにおいて、徘徊者に捕まりゲームオーバーになったときのコンティニューに使う勾玉の消費数は1個である。
修羅
「挑戦者」から徘徊者やアイテム出現率などが難しい方向に調整された難易度。一部のステージでは構造が一変している。勾玉の消費によるコンティニューができない。
勾玉チャレンジ
ステージを一度クリアすると一部のステージで選べるようになるモード。

## ステージ一覧

### メインゲーム
路地（ろじ）
夕焼けに染まる路地。操作チュートリアル的でストーリーの導入となっている。
ヒグラシの回廊（ヒグラシのかいろう）
ランダムで生成される回廊のダンジョンを探索し、徘徊者から逃れながら勾玉を集めゴールを目指すステージ。廊下には燭台が立っている。
骸流しの渓谷（むくろながしのけいこく）
固定マップのステージ。様々な仕掛けを解きながら進むステージで、ゴールに辿り着くまでのルートが複数パターン存在する。終盤では、憎悪を振りまく影という、他の徘徊者とは一味違う敵から逃げる。
また、難易度修羅ではステージの構造が大きく異なる。
深淵（しんえん）
ヒグラシの回廊同様ランダム生成の回廊マップ。ヒグラシの回廊とは違い廊下には燭台が無く、トラップ部屋の要素も追加されている。
大食らい（おおぐらい）
大食らいが登場するボス戦のステージ。主に水門のギミックを使って、大食らいから逃げ続けるステージ。
難易度修羅では、ステージの構造が大きく異なる。
霊魂の淵叢（れいこんのえんそう）
ランダム生成の回廊マップ。水路、水門、トラップ部屋に3階建ての構造など、マップがより複雑になっている。
また、このステージには「隠しゴール」が存在しており、通常のゴールと隠しゴールでは、どちらに辿り着くかによって挑戦できるようになるステージと迎えるエンディングが異なっている。
隠しゴールに行くには、各ステージに隠されている「特別な勾玉」を全て集める必要がある。
肥大化した憎悪（ひだいかしたぞうお）
肥大化した憎悪から逃げるボス戦のステージ。表エンディングに繋がるルートとしては、最終ステージとなる。
目立ったギミックはあまり無く、肥大化した憎悪の攻撃をひたすらかわしながら逃げていくステージになる。
聖域（せいいき）※難易度「初心者」は選択できない。
ランダム生成の回廊マップ。このステージに挑戦するには、「特別な勾玉」を全て集めて霊魂の淵叢の隠しゴールに到達する必要があり、裏エンディングへと繋がるルートになる。
所持している勾玉を1､3､5個にすると、水位が上昇する。水位が上昇すると通れない場所ができるため、レバーなどで水位を下げる必要がある。またトラップ部屋も存在する。
邂逅（かいこう）※難易度「初心者」は選択できない。
裏エンディングへと繋がるラストボス戦のステージ。大きく分けて2つのステージで構成され、前半戦は肥大化した憎悪、後半戦は母との戦闘がある。
このステージは、他のボス戦の様に敵から逃げるのではなく、このステージ限定のパッシブアイテム「ヒバナの呪いの面」の効果により、勾玉を射出して敵を攻撃する事ができる様になっていて、敵を撃破する事がクリア条件となっている。そのため、マップのあらゆる場所に勾玉が散らばっている。
また、このステージは、ラストボス戦が始まる時に「ヒバナの呪いの面」が強制的に装備されるため、「達成の証」を使っても、他のパッシブアイテムを装備した状態でラストボス戦に望むことはできない。
外縁（がいえん）
Switch版「Shadow Corridor-影の回廊-」のVer1.1.0アップデートより追加された、ランダム生成の回廊マップ。表エンディングを迎えることで挑戦できるようになる（表エンディングを迎えずに裏エンディングにだけ到達しても挑戦できるようにはならない）。名前の通り外縁のあるステージで、回廊マップにしては珍しく、空を見上げることができる場所もある。このステージは、「ヒグラシの回廊」のように明かりの指す窓からヒグラシの鳴き声が聞こえていたり、「骸流しの渓谷」のような川があったり、「深淵」のように蝋燭がなかったり、「大食らい」に登場した水門のギミックがあったり、「霊魂の淵叢」のように多層構造になっていたり、「聖域」と同じ環境音とそのステージに登場したものに似た水路があったりするなど、これまでのステージのあらゆる要素が詰め込まれている。またこのステージには、難易度「挑戦者」の場合、ボスを除いたこれまでに登場した徘徊者が全て登場し、難易度「修羅」では勾玉を３つ取った時点で「憎悪を振りまく影」が出現し、しかも「憎悪を振りまく影」が登場しても他の徘徊者が消滅しないため、今作随一の難易度を誇る。しかし、難易度「修羅」では「千里眼の徘徊者」が一切登場しないため、「憎悪を振りまく影」さえ無効化できれば、コンティニューができないという事を除いて、難易度「修羅」のほうが「挑戦者」よりも簡単になる場合もある。
このステージをクリアすると、「達成の証」の「こけし探知」が開放され、この項目をオンにすると未回収の「こけし」を探知できるようになる。
後に発売されたPS4版「Shadow Corridor」には、あらかじめ収録された状態になっている。
Steam版では、製作者の「諸事情により出せない」というコメントもあり、収録が絶望視されていたが、ver 2.11から有料DLCとして追加された。（そのため、Steam版では、「達成の証」や「秘密の部屋」の隠し要素などで、「全てのステージをクリア」というタイプの条件がついているものは、「外縁」をクリアしなくても条件が達成された扱いになるようになっている。）

### 秘密の部屋
集めた実績や徘徊者を鑑賞できるステージ。裏エンディングを迎えることで解放される。
様々なギミックが隠されており、特定の条件を満たす事で解放される要素もある。
ギミック・隠し要素
・ゲームで使われた様々なオブジェクトが置かれている「倉庫」は、最初はシャッターの電源が入っていないため中に入ることができないが、ヒバナとヒガナの解説パネルの後ろに隠されている装置を起動することで入れるようになる。（倉庫の中には「金色の鍵」が一つ隠されている）
・「倉庫」の火災探知機は調べる事ができ、調べると大きな音で警報が鳴る。
・秘密の部屋のマップの中で一つだけ鍵のかかった扉があり、この扉は倉庫に隠されている「金色の鍵」で開けることができる。扉の向こうは、1枚の布団が敷かれた寝室のような部屋になっており、「特別な勾玉」が置かれている。（この「特別な勾玉」は拾うこともできるが、特に何か意味があるわけではない）
・寝室のような部屋の襖の奥には装置が隠されており、これを起動すると灯りの色がピンクに変わり、音楽が流れ始めると同時に神楽鈴の徘徊者が出現する。この神楽鈴の徘徊者はプレイヤーを追いかけはてくるが、捕まってもゲームオーバーにはならない。（部屋の隅の壁には、神楽鈴の徘徊者と「おまえ」の相合傘の落書きがある）
・寝室のような部屋の箪笥の最下段には「勾玉」が入っており、拾うことができる。（ver 2.10から追加。それ以前は「手鏡」が置かれていた。）
・「肥大化した憎悪」の解説パネルの裏に「勾玉」が隠されており、拾うことができる。
・秘密の部屋にも、通常の回廊ステージではゴールとなっている「祭壇」があり（ver 2.10より追加）、マップの各所に隠されている勾玉を全て見つけると、祭壇に供えることができる。（勾玉は全部で5つ配置されているが、そのうち3つは特定の条件を満たさなければ拾うことができない。）
※「勾玉」や「祭壇」に関するものは全てver 2.10で追加されたものであり、それ以前は無かった。
特定の条件を満たすことで解放される要素
・混沌の神楽鈴で稀に出現する「落書き」が展示されているエリアには固く閉ざされている扉があり、「落書き」を全て見つけることで入れるようになる。この扉の先には、「光る絵筆」と「勾玉」が置かれており、「光る絵筆」を拾うと「達成の証」の「光る絵筆」が開放され、この項目をオンにするとどのステージでも「光る絵筆」を持った状態でプレイできるようになる。
・今までに拾った「こけし」が展示されている部屋は、「こけし」を全て集めることで部屋の中央に「勾玉」が出現し、拾うことができる。
・階段を上がって正面の扉は固く閉ざされており、全てのステージを難易度「修羅」でクリアすることで入れるようになり、中には「勾玉」が置かれている。（この部屋自体がver 2.10で「勾玉」と共に新しく追加されたものであり、それ以前はただの壁になっていた。これは、「祭壇」がある場所も同じである。）
・５つの「勾玉」を全て集めて「祭壇」に供えると、「祭壇」の奥の扉が開く。扉の向こうにはワープができる鏡が置かれており、それを調べると秘密のエリアへ行くことができる。（一度秘密のエリアにワープしてしまうと、そのプレイ中は元の秘密の部屋には戻れない）
・秘密のエリアでは、かつてヒバナやヒガナたちの家族が暮らしていたと思われる屋敷を探索できる。屋敷の所々には、ヒバナとヒガナが遊んでいたり、トイレに行こうとしている場面などの幻影のようなものが見える。（幻影のようなものはプレーヤーが近づくにつれて消えていき、離れればまた現れる。）屋敷の一番大きな部屋には、パーティーモードの状態の徘徊者達や、「本日の主役」という襷をかけて手を振っているパーティーモードのヒバナ、その他にも「K」や「母」など、今作に登場したキャラクター達が勢ぞろいになっている。（この部屋の出入り口となっている扉の上には、「Thank you for playing」と光る文字で書かれている）また、屋敷には一つだけ固く閉ざされている扉があるが、後述の「天狐の面」を活用するほかに開ける手段はない。
（秘密のエリアにある屋敷は、主人公がトンネルを抜けて影廊の世界に迷い込んだ直後に鏡に触れた屋敷と全く同じ間取り、外見をしている。）

### カスタムゲーム
今作に登場したランダム生成の回廊ステージを、徘徊者数やアイテム数などの様々な条件を自分で設定して挑戦できるモード。シークレットステージを含む全てのステージをクリアすることで解放される。

### GOHOME
ヒグラシの回廊？
Switch版ver 1.2.6及びPS4版ver 1.04にて配信された、バーチャルYouTuberの市松寿ゞ謡が手掛けたホラーゲーム「GOHOME」とのコラボレーションステージ。
ステージの基本的な構造は「ヒグラシの回廊」と同じだが、固定マップのスタートエリアとゴールエリアが追加されており、それぞれに「GOHOME」の主人公である「モザイ子」が出現する。また、「泣き声の主」がいる勾玉のあった部屋の一部分が、勾玉を取ると「泣き虫さん」が出現する罠部屋に変更されている。

## アイテム

### 通常アイテム
通常アイテムは手動で使うアイテムで、持ち物が一杯になるまで幾つでも持てる。
ライター
最初から持っているアイテム。使用すると辺りを満遍なく光で包み込んでくれる。使用制限はなく永久に使える。徘徊者が付近にいる場合には光が明滅する。使用している間は徘徊者にこちらの位置が発覚しやすくなる。ボタンの入力と効果が出るまでには、多少のタイムラグが発生する。
懐中電灯
向いている方向を高い光量で奥まで照らせるアイテム。光量が高いが故に棚のアイテムが光量に負けて見えづらくなる事がある。使用制限があり、デフォルトでは8分間持続する。徘徊者が付近にいる場合には光が明滅する。使用している間は徘徊者にこちらの位置が発覚しやすくなる。
ひかり石
6個1セットの光源アイテム。ライターや懐中電灯などの他の光源アイテムと違い、光が徘徊者に感知されない。が、徘徊者が接近しても明滅はしない。使用すると足元に青白く光る石が設置され、足元の辺りを照らす。行李や重要アイテムがあった場所を印したり、徘徊者が付近に居てライター等の明かりがつけられない際の一時的な光源にも使える、更にコンパスが無い際に祭壇への方角を示すものとしても使えたり、外縁等の燭台がなく行った道がわからないときなどの印としても使えるなど、需要の幅は広めな割にステージ内でのひかり石の生成率が高め。同じ場所で連続して設置でき、積むことができる。
爆竹
使用するとレティクルの方角に弧を描くような軌道で投げ、約25秒間周りの注意を爆竹に引き付ける。爆竹が鳴っている場合はこちらの足音には反応しなくなる。（泣き声の主のみ爆竹がなっていても走ると発覚する）また、面蟲・竜蟲・大蜘蛛は無効化される。ただし、徘徊者がどんな状態であろうと壁越しでない限り、一定距離まで徘徊者に近づくと発覚する。彷徨う魂には効果がない。
爆竹は周りの影響を受けやすく、壁に当たると跳ね返ったりする。格子越しに爆竹を投げ入れる事もできる。鍵部屋などに投げ入れることで、徘徊者に鍵部屋を開けさせることで鍵の節約をすることができる。
金色の鍵
鍵の掛かった扉を開くことができる。一度使うと崩れ去って無くなる。
コンパス
赤い針の指す方向でゴールの方角を確認できる。最大一つしか所持できない。達成の証のコンパス強化をつけていると青い針が追加され、特別な勾玉（正確には特別な勾玉がある部屋の入り口の石扉）の方向を指す。
手鏡
使用すると瞬時にどこかの小部屋にワープする。瓦礫によって一方通行となり強制的に手鏡でワープすることになる地形も存在する。最大一つしか所持できない。
水晶玉
20秒間時が止まり、敵が動かなくなる。玉を投げてから発動するまで少し時間が掛かるが、地面や壁にぶつけると直ぐに効果が発動する。最大一つしか所持できない。
勾玉
ダンジョンマップで集めるとゴールに設置してクリアできるアイテム。緑色に光っている。
祭壇に置くまでは、難易度が「初心者」だと最大3個まで、「挑戦者」と「修羅」は最大5個まで回収可能となっている。
赤い液体の小瓶（小）・（大）
飲むと体力が（小）は20回復、（大）は60回復する。所持して持ち歩くことはできず、拾うとその場ですぐに回復する。
古いカメラ
徘徊者に向けてフラッシュを当てることで動きを一時的に止めることができる。敵の近くで使うほど止められる時間は長く、また連続してカメラを使うにはクールタイムを経過する必要がある。
また面蟲や竜蟲、彷徨う魂に使用すると撃退できる。
小さな鈴
白い光の玉となって宙を漂い、プレイヤーの歩きと同じ速度でゴールに導いてくれる。鍵の掛かった扉や固く閉ざされた扉の向こうへ進んでいってしまうことがある。最大一つしか所持できない。また、徘徊者には認知されない光源にもなる。
混沌の神楽鈴
使用すると徘徊者には聞こえない音と光を瞬間的に発するとともに、以下の効果がランダムで発生することがある。
* 懐中電灯が足元に出現
* すべての蝋燭に火が灯る
* すべての蝋燭の火が消える
* 手鏡の効果が発生する
* 水晶玉の効果が発生する
* 小さな鈴の効果が発生する
* 徘徊者が新たに一体追加される（祭壇付近に神楽鈴の徘徊者が追加）
* 周囲にお面をばらまく
* 周囲に爆竹をばらまく
* 足元に光る落書きを残す
光る絵筆
光る落書きを書ける。最大86個の落書きがあり、アクションボタンで出てくる落書きを変更することができる。ひかり石の上位互換ともいえるものだが、ひかり石に比べ、一定数を置くと最初に置いたものから一つずつ消えていってしまう。
このアイテムを手に入れるには、混沌の神楽鈴で出現する落書きをすべて見つけることで、秘密の部屋で新たに開かれる場所に置いてあるこの「光る絵筆」を取りに行く必要がある。

### パッシブアイテム
パッシブアイテムは一度に一つだけ持てる装備品で、所持するだけでその効果を発揮する。
ねじり鉢巻き
スタミナを使い果たしても体力を消費して走り続けられるようになる。体力が10以下では発動しない。また、疲労状態(黄色ゲージ)がなくなる。
厚手の長靴
水場でも通常の速さで動けるほか、大蜘蛛や竜蟲の影響を無視できる。
赤色の葉っぱ
体力が8秒毎に1回復する。
緑色の葉っぱ
スタミナ回復が速くなる。
トカゲの尻尾
体力が50以上で所持していると、死亡時に体力を50消費（体力が50の場合は49消費）し、ワープして助かる。
神妙な女の面
視界が悪くなり、スタミナ回復が遅くなるが、混沌の神楽鈴を高頻度で使用できるようになる。
般若の面
視界が悪くなるが、スタミナを使い果たした時に体力が80以上なら体力を消費して走り続けられ、疲労状態がなくなる。また16秒毎に体力が1回復する。購入特典のため、最初から使用できるパッシブアイテムとなっている。
勾玉の首飾り
受けるダメージを50%に軽減する。
ヒバナの呪いの面
2秒毎に体力が1回復し、スタミナ回復も少し速くなる。また勾玉の力を攻撃に使える。特定のイベント時のみ使用可能。
ヒバナのお守り
徘徊者に襲われた際、これを消費することでワープして助かる。しかし所持している間はスタミナ回復が少し遅くなる。混沌の神楽鈴の効果が必ず発揮されるようになる。
金メダル
スタミナが無限になり速く走れるようになる。水場でも減速はなく、鉄格子以外の扉を体当たりで破壊できるようになる。このアイテムは効果が強力なため、使用した場合はステージクリアしてもカウントされず、クリアタイムも記録更新はされない。
天狐の面
0.5秒毎に体力が1回復し、スタミナ回復も速くなる。勾玉の力を攻撃に転用することで徘徊者や扉を破壊できる。ただし憎悪を振りまく影のみ撃破はできずカメラ同様の効果となる。このアイテムは効果が強力なため、使用した場合はステージクリアしてもカウントされず、クリアタイムも記録更新はされない。

### 収集アイテム
ステージのクリアには直接関係していないアイテム。
こけし
収集要素としてステージの様々な場所に固定的に配置されており、こけしをあつめた個数に応じて「達成の証」の一部が開放される。配置数は全ステージで合計100個。
* 路地　　　　　　1個
* ヒグラシの回廊　21個
* 骸流しの渓谷　　5個
* 深淵　　　　　　21個
* 大食らい　　　　5個
* 霊魂の淵叢　　　21個
* 肥大化した憎悪　5個
* 聖域　　　　　　21個

## 達成の証
おたすけセット
通算で44回死亡することで開放されるお助けセット。使用すると懐中電灯を1個、古いカメラを1個、爆竹を2個を最初から所持した状態でゲームが始まる。
コンパス強化
コンパスに青紫の針が追加され、特別な勾玉のある方角を示してくれる。勾玉を通算で30個集めると解放される。
懐中電灯バッテリー強化
懐中電灯の持続時間が強化される。「ヒグラシの回廊」を挑戦者か修羅で30分以内にクリアすると解放される。
ひかり石光量強化
ひかり石の光量が強化される。「深淵」を挑戦者か修羅で30分以内にクリアすると解放される。
屈み歩行速度強化
屈んだ状態での移動速度が上昇。「霊魂の淵叢」を挑戦者か修羅で30分以内にクリアすると解放される。
スタミナ回復速度強化
スタミナ回復速度が上昇。「聖域」を挑戦者か修羅で30分以内にクリアすると解放される。
セピアモード
セピア色の色調の画面になる。「聖域」をクリアすると解放される。
ロッカーモード
行李がロッカーに変化する。こけしを10個集めると解放される。
無限アイテム
使用すると、取得している種類のアイテムについて無制限で使用することができる。この「達成の証」の効果は強力なため、使用した場合はステージクリアしてもカウントされず、クリアタイムも記録更新はされない。こけしを100個集めると解放される。
パーティーモード
徘徊者などの姿形や接近音の一部が変化する。勾玉の代わりにケーキが配置されるようになる。アーカイブの[雑誌記者の記録][八尾の狐の昔話][その他]を全て集めると解放される。
こけし探知
未取得のこけしが近くにあるかどうかを確認できるようになる。「外縁」をクリアすると解放される。

上記のほかに、ヒバナの呪いのお面を除いたパッシブアイテムのいずれかを選択し、ゲームスタート時から所持できるモードがある。

## 徘徊者・その他の脅威
神楽鈴の徘徊者
神楽鈴を鳴らしながら徘徊している。プレイヤーを発見すると鈴を鳴らしながら追いかけてくるほか、感知範囲内で走ると、足音のしたところまで確認しにくる。
足音を確認する相手の動きを利用して、鍵のついた扉の前で走ることで鍵や爆竹を消費せず鍵付きの扉を破壊させることも出来るが、難易度はそれなりに高い。
走り廻る徘徊者
騒音を出しながら走る徘徊者で、足音は聞かれない。扉や襖を一瞬で破壊する。
泣き声の主
うずくまって動かずに泣いている。音に敏感で歩いたり懐中電灯で照らすと周囲の探索を始める。常に廊下を徘徊しているタイプもいる。
忍び寄る徘徊者
全くの無音で徘徊する蜘蛛のような敵。足は遅く扉の破壊も遅い。また、他の徘徊者と同様近くにいると明滅はするが、音を聞くことができないため神楽鈴の徘徊者などが近くにいると存在を確認することが極めて難しい。神楽鈴の徘徊者同様に足音を確認しに来る特性がある。
憎悪を振りまく影
叫び声を上げながら追いかけてくる敵。「骸流しの渓谷」のイベントや、その他の一部のステージで条件を満たすことで出現する。
プレーヤーの位置を常に把握しており、ステージのどこにいても的確に向かってくる。カメラで一時的に動きを止めることはできるが、ゴールに行くまでは決して振り切ることができず、行李（ロッカー）の中に隠れたとしても見つかってしまう。「天狐の面」で勾玉を射出しても倒すことはできず、カメラと同じ効果になる。
ただし、水門で完全に閉じ込める事ができる場所や瓦礫が崩れるポイントに誘い込む方法でのみ、無効化できる。
大喰らい
「K」が面の力で変貌してしまった姿。「大食らい」にのみ登場するボスであるため通常のステージでは登場しないが、カメラで足止めすることもできないので、ひたすら逃げるしかない。
元々は、フリーゲーム「影廊-shadow corridor-」に登場したED用モデルを作り直したもの。
警鐘の徘徊者
普段は水たまり状態として高速で徘徊しているが、プレイヤーを見つけると鐘と提灯を持った老人の姿に実体化し、実体化した後に再び視認されると周囲の徘徊者も呼び寄せながら追ってくる。他の徘徊者に比べ実体化すると足がかなり遅い。
※稀に実体化した警鐘の徘徊者はこちらの位置を把握しているような挙動をする時がある。これは水たまり状態の特性が残ってしまうバグで、千里眼の徘徊者などと違い行李（ロッカー）に入れば問題なく、追跡も解除されて本来の特性に戻る。
千里眼の徘徊者
大きな頭を持ち、戦時中の時代の服装をした徘徊者。歌を歌いながら徘徊しており、歌の聞こえる範囲に入るとプレイヤーの位置を正確に把握して近づいてくる。行李（ロッカー）に隠れても捕まってしまう。
元々は、フリーゲーム「影廊-shadow corridor-」の「秘密の部屋」に置かれていた「忍び寄る徘徊者のボツモデル」を作り直したもの。

クラウディア
「GOHOME」とのコラボレーションキャラクターで、コラボレーションステージの「ヒグラシの回廊？」のみに登場する敵。白い服を着た髪の長い女性の姿をしており、常に顔が歪んでいる。プレイヤーとの距離が近づくと、女性のうめき声のようなものが聞こえる。発覚状態になると、「GOHOME」本編と同じ様に、「クシコスポスト」が流れる。（しかし、「GOHOME」本編のように超高速で追いかけてくるわけではない）基本的な挙動は神楽鈴の徘徊者と同じで、プレイヤーが走った時の足音を確認しに来る事以外には、特別変わった特徴はない。

泣き虫さん
「GOHOME」とのコラボレーションキャラクターで、コラボレーションステージの「ヒグラシの回廊？」のみに登場する敵。常に自分の内臓で縄跳びをして跳ね回っており、手足がある点以外は、おおよそ人とはかけ離れた姿をしている。プレイヤーとの距離が近づくと、女性のうめき声のようなものが聞こえる。この敵も発覚状態になるとクラウディアと同様に「クシコスポスト」が流れる。（「GOHOME」本編では流れない）この敵は、勾玉の罠が発動することで現れるタイプで、初期の状態ではステージ内を１体も徘徊していない。クラウディアと同様、変わった特徴は持たない。

面蟲
一見お面に見える虫で、プレイヤーがしゃがまずに近づくと飛んで襲い掛かってくる。「挑戦者」では最大25ダメージ受ける。襲い掛かってきた際に走るとその間ダメージを受けない。爆竹や古いカメラを近くで使うと逃げていくので、無効化できる。また、勾玉の射出による攻撃で消し去ることができる。
大蜘蛛
箪笥を開ける際に出てくることがある。「挑戦者」では20ダメージを受けるが、その箪笥には有用なアイテムが必ず入っている。厚手の長靴を所持しているとダメージを無効化できる。箪笥を開ける前に爆竹を近くで使うと逃げていくので、ダメージを受けずに済む。
竜蟲
地面から生えているミミズのような虫。触れていると「挑戦者」では連続的に2ダメージずつ受ける。大蜘蛛と同じく厚手の長靴を所持しているとダメージを無効化できる。また面蟲と同様に、爆竹や古いカメラを近くで使うか、勾玉の射出による攻撃を当てれば引っ込むので、完全に無効化できる。（時間経過などで再度出現したりすることはない）
彷徨う魂
緑色の球体として徘徊しており、常に声を発している。プレイヤーとの距離が近くなると球体を包み込んだ顔の形が見えるようになる。接触されると「挑戦者」では20ダメージを受け、3分間コンパスが機能しなくなる。単に近くにいるだけでもその間はコンパスが機能しない。古いカメラや勾玉の射出による攻撃で撃破することができる。回廊を徘徊するタイプの敵としては、唯一勾玉の射出による攻撃以外の手段で撃破することができる敵である。
肥大化した憎悪
「ヒバナの母」が復活の失敗によって変貌した存在で、表エンディングルートではこの敵がラストボスとなる。
巨大な金魚のような見た目をしており、「肥大化した憎悪」と「邂逅」に登場するボス。地面から手を生やしたり、神通力や魚のような敵を飛ばして遠距離攻撃を行う。
「邂逅」では、勾玉の射出による攻撃を一定回数与えることで撃破することができる。
母
ヒバナの母。天狐の面を被り、４つの尾を持った姿をしている。
「邂逅」にて登場。本作の裏エンディングルートにおけるラストボスであり、火の玉を飛ばしたり、火柱を出現させたり、凄まじい光を放って瞬間移動を行ったりと様々な攻撃を仕掛けてくる。
勾玉の射出による攻撃を一定回数与えることで撃破できる。「母」が神通力の攻撃の際に頭上に生み出す巨大な玉も勾玉の攻撃が有効であり、５発当てることで玉を破壊して攻撃をやめさせることもできる。

## 他作品とのコラボレーション
他作品とのコラボとして、
- QuietMansion2
- GOHOME

とのコラボが実現している。

## ゲームの評価
2019年3月、ゲーム情報サイトの「AUTOMATON」は作者である城間一樹のインタビューを紹介しながら、『無力なプレイヤーとして逃げる点と、構造のわからないダンジョンを探索するという要素が融合されている。（引用略）そして和を基調として作られた世界観は、没入感をもたらしているだろう。』と評価した。
2019年10月に「電撃オンライン」は、『一筋縄ではいかないホラーゲーム。（引用略）自分がそこに迷い込んでしまったような感覚に陥り、臨場感あふれるゲームになっている。』と評価した。